# سیاست مقدونیه شمالی
سیاست مقدونیه شمالی (انگلیسی: Politics of North Macedonia) در چارچوب یک نظام پارلمانی و دموکراسی نیابتی در این جمهوری برپا می‌شود که در آن نخست‌وزیر رئیس دولت است و با یک نظام چندحزبی دولت را برپا می‌کند. قوه مجریه توسط دولت اداره می‌شود و مدیریت قوه مقننه توسط دولت و پارلمان صورت می‌گیرد، و قوه قضاییه مستقل از دستگاه اجرایی و قوه مقننه است. واحد اطلاعات اکونومیست در سال ۲۰۱۹ مقدونیه شمالی را در شاخص مردم‌سالاری رژیم ترکیبی اعلام کرد.

## نظام سیاسی
نظام سیاسی مقدونیه شمالی از سه قوه تشکیل شده‌است: قوه مقننه، قوه مجریه و قوه قضاییه. قانون اساسی بالاترین قانون کشور است. مؤسسات سیاسی کشور نیز با اراده شهروندان تشکیل شده و در انتخابات عمومی، با رأی مخفی انتخاب می‌شوند.

### روسای جمهور
- کیرو گلیگوروف (۱۹۹۱–۱۹۹۹)
- بوریس تراژکوفسکی (۲۰۰۴–۲۰۰۴)
- برانکو کرونوکوفسکی (۲۰۰۴–۲۰۰۹)
- ژورژ ایوانف (۲۰۰۹–۲۰۱۹)
- استیوو پاندوروفسکی (۲۰۱۹ - حال)